# Sobibór-Wat doe jij?

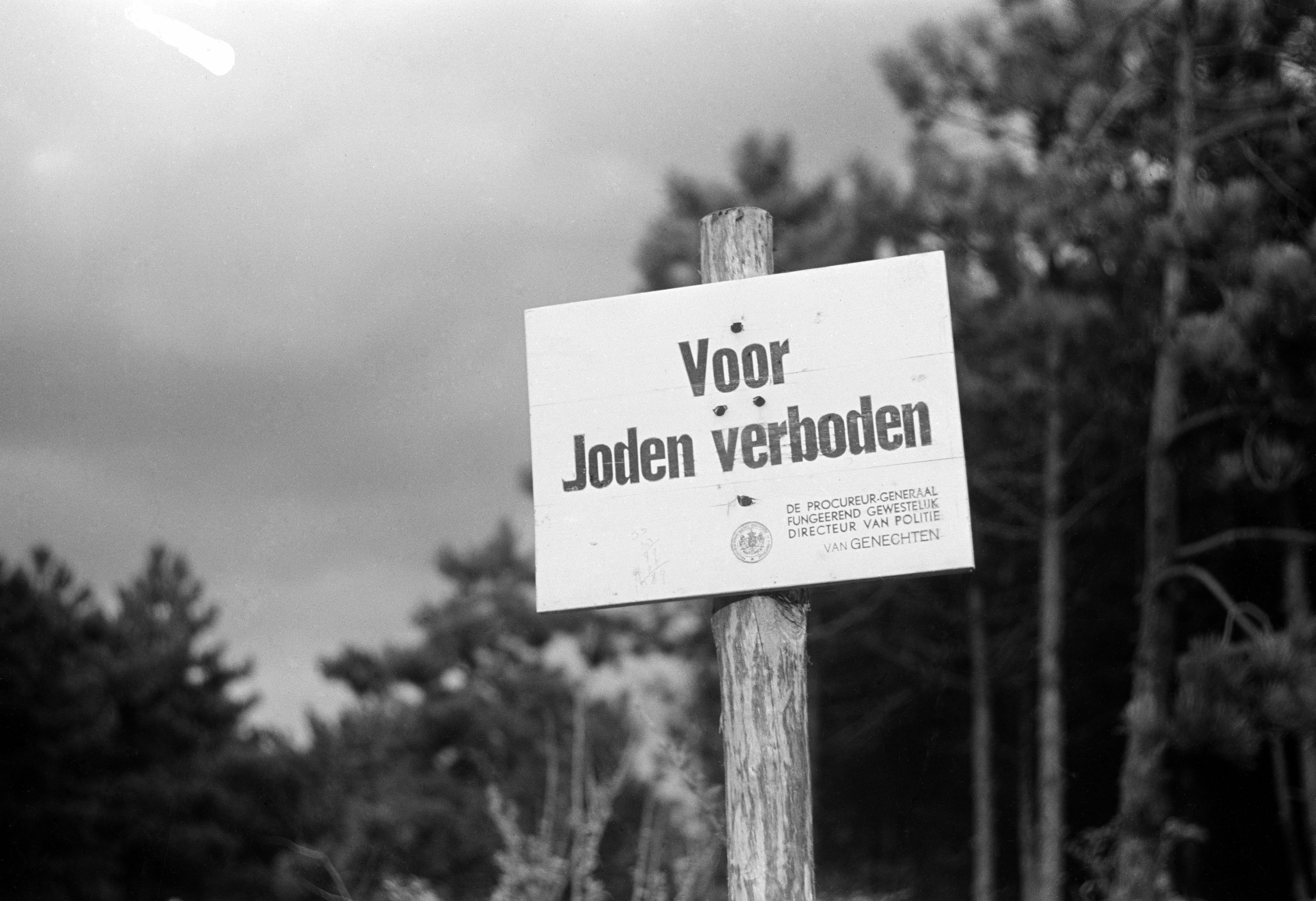
Bordje "Voor Joden verboden" uit 1943)

Sobibór-Wat doe jij? is een artistiek kunstwerk alsmede een monument in Amsterdam-Zuid.
Op 4 mei 2020 hield koning Willem-Alexander der Nederlanden een toespraak tijdens de Nationale Dodenherdenking. Daarin kwam de volgende zinsnede voor: "Sobibór begon in het Vondelpark". Hij refereerde aan de bordjes “Voor Joden verboden” die tijdens de Duitse bezetting op veel plaatsen werden bevestigd om aan te geven dat sommige plekken niet (meer) toegankelijk waren voor Joden. Eén van die bordjes werd geplaatst op de lantaarnpaal voor het toegangshek van het Vondelpark aan de Van Eeghenstraat in Amsterdam-Zuid. Op zich was het een kleine ingreep in levens, maar die bordjes vormden op den duur een schakel in maatregelen die voor die bevolkingsgroep (maar ook anderen) tot ellende zou leiden met als slot ontberingen en/of vergassing in concentratiekampen of vernietigingskamp, zoals Sobibór.
Die zin in de toespraak van de koning viel een Nederlandse ondernemer op, die een vergelijking trok met microagressie in de 21e eeuw, waarbij op zich kleine tekenen van onrecht, discriminatie en/of intolerantie kunnen uitgroeien tot daadwerkelijk discriminatie etc. op grotere schaal. De ondernemer moest diverse loketten af om zijn initiatief om te kunnen zetten tot daadkracht. Voor installatie van een monument in de openbare ruimte gelden allerlei (ambtelijke) regels. Bovendien was de ondernemer geen kunstenaar; hij was alleen initiator. Met bemoeienissen van diverse instanties werd in april 2021 het monumentje geplaatst. Het kreeg de vorm van een metalen plaquette (bevestigd op een straattegel) en een spiegel (bevestigd op de lantaarnpaal). Die spiegel lijkt op een eerder voorstel van Don Ceder en Marijn Bosman, maar is niet hieraan gelieerd; zij wilden een plaatsen op het Nationaal monument slavernijverleden, als spiegel op het verleden met de bedoeling dat de kijkers zich afvraag: Wat zou ik doen? (Wegkijken of niet).

De titel voert terug op een gedicht van verzetsstrijder Gerrit van der Veen, geplaatst in verzetsblad De vrije kunstenaar (maart 1944) 
"Wat doe jij, nu je land wordt getrapt en geknecht.
Nu het bloedt uit ontelbare wonden
Wat doe jij, nu je volk wordt ontmand en ontrecht,
Door de zwarte en feldgraue honden."
De eerste regel van dat gedicht is ook te lezen op het Monument voor het kunstenaarsverzet (1973) van Carel Kneulman aan de Plantage Middenlaan.